# Lago Rucatayo
Rucatayo del mapudungun ruka tayo (casa de tayo o madera), es un lago precordillerano en la comuna de Río Bueno de la provincia de Ranco en el sur de Chile. 
Este lago tiene desagües subterráneos, y se alimenta en su mayoría de los deshielos del Cordón del Caulle en la Cordillera de los Andes. Debido a su cercanía al Cordón del Caulle, muy accidentado geográficamente, es muy difícil llegar por tierra ya que oficialmente no existen caminos ni senderos.
La localidad más cercana a este lago es el sector rural de Rucatayo Alto, que aproximadamente está a unos 8 km. lineales.